# Consell de Ministres d'Espanya (V Legislatura)

Escut de l'estat espanyol, oficial des de 1982

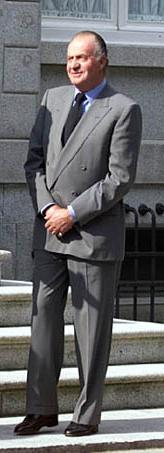
Joan Carles I, rei d'Espanya

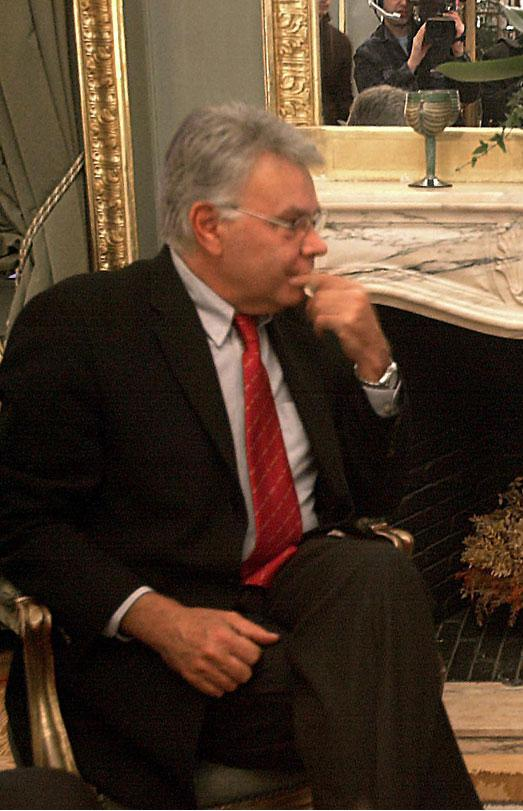
Felipe González, cap de govern

Consell de Ministres d'Espanya des del 14 de juliol de 1993 fins al 5 de maig de 1996.
- President del Govern

Felipe González Márquez
Ministres
- Vicepresident del Govern

Narcís Serra i Serra fins al 3 de juliol de 1995
- Ministre d'Afers exteriors

Javier Solana Madariaga fins al 19 de desembre de 1995
Carlos Westendorp Cabeza des del 19 de desembre de 1995
- Ministre de Justícia

Juan Alberto Belloch Julbe
- Ministre de Defensa

Julián García Vargas fins al 3 de juliol de 1995
Gustavo Suárez Pertierra des del 3 de juliol de 1995
- Ministre d'Economia i Hisenda

Pedro Solbes Mira
- Ministre de l'Interior

José Luis Corcuera Cuesta fins al 25 de novembre de 1993
Antoni Asunción Hernández des del 25 de novembre de 1993 fins al 6 de maig de 1994
Juan Alberto Belloch Julbe des del 6 de maig de 1994
- Ministre d'Obres Públiques, Transports i Medi ambient

Josep Borrell i Fontelles
- Ministre d'Educació i Ciència

Gustavo Suárez Pertierra fins al 3 de juliol de 1995
Jerónimo Saavedra Acevedo des del 3 de juliol de 1995
- Ministre de Treball i Seguretat Social

José Antonio Griñán Martínez
- Ministre d'Indústria i Energia

Juan Manuel Eguiagaray Ucelay
- Ministre d'Agricultura, Pesca i Alimentació

Vicente Albero Silla fins al 6 de maig de 1994
Luis María Atienza Serna des del 6 de maig de 1994
- Ministre de la Presidència

Alfredo Pérez Rubalcaba
- Ministre per a les Administracions Públiques

Jerónimo Saavedra Acevedo fins al 3 de juliol de 1995
Joan Lerma i Blasco des del 3 de juliol de 1995
- Ministra de Cultura

Carme Alborch
- Ministra de Sanitat i Consum

Ángeles Amador Millán
- Ministra d'Assumptes Socials

Cristina Alberdi Alonso
- Ministre de Comerç i Turisme

Javier Gómez-Navarro Navarrete

## Canvis
- El 25 de novembre de 1993 es produeix el primer canvi de govern en la cartera del Ministeri de l'Interior.
- El 6 de maig de 1994 es produeix el segon canvi de govern en la cartera del Ministeri d'Agricultura i del Ministeri de l'Interior que es fusiona amb el de Justícia.
- El 3 de juliol de 1995 es produeix el tercer canvi de govern en la cartera del Ministeri per a les Administracions Públiques.
- El 19 de desembre de 1995 es produeix el quart i últim canvi de govern en les carteres d'Afers exteriors i Educació.